# Koganei
Koganei (japanisch 小金井市, -shi) ist eine Stadt in der Präfektur Tokio westlich von Tokio.

## Geographie
Koganei liegt westlich von Tokio und östlich von Hachiōji.

## Geschichte
Die damalige Dorfgemeinde (mura) Koganei entstand 1889 aus der Zusammenlegung mehrerer Dörfer im Landkreis Kita-Tama, der bis 1893 zur Präfektur Kanagawa gehörte und dann Tokio zugeschlagen wurde. 1937 wurde Koganei zur Stadt (machi) erhoben und 1958 kreisfrei (shi).

## Kultur
Koganei beherbergt die Gakugei-Universität Tokio. Die Universität für Landwirtschaft und Technologie Tokio und die Hōsei-Universität haben einen Campus dort. Im westlichen Teil des Koganei-Parks liegt das Edo-Tokio-Freilicht-Architekturmuseum, eine Zweigstelle des Edo-Tokyo-Museums in Tokyo.

## Verkehr
- Zug:
  - JR Chūō-Hauptlinie, Bahnhof Higashi-Koganei und Bahnhof Musashi-Koganei nach Tokio oder Hachioji
  - Seibu Tamagawa-Linie

## Angrenzende Städte und Gemeinden
- Nishitōkyō
- Musashino
- Mitaka
- Kodaira
- Kokubunji
- Fuchū
- Chōfu

## Söhne und Töchter der Stadt
- Masatoshi Aki (* 1990), Fußballspieler
- Junto Matsushita (* 1991), Fußballspieler
- Ryōtarō Nakano (* 1988), Fußballspieler
- Kunimitsu Takahashi (1940–2022), Motorrad- und Autorennfahrer